# Уилсон, Мэйсел
Мэйсел Патриция Лейлани Уилсон (англ. Macel Patricia Leilani Wilson; род. 5 мая 1943 года) — американская фотомодель, победительница конкурса красоты Мисс США 1962.

## Мисс США 1962
В 1962 году, стала победительницей Мисс США и первой американкой азиатского происхождения. Вошла в Топ 15 на конкурсе международном конкурсе красоты Мисс Вселенная 1962. Позже участвовала в Orange Bowl Parade в Майами, когда Мисс Вселенная Норма Нолан заболела корью. Появилась на The Tonight Show Starring Johnny Carson 16 октября 1962 года.

## Жизнь в Дании и Тунисе
В 1967 году переехала в Копенгаген и вышла замуж за Дженс Хенрик Пакнесса, гражданского инженера. Училась в Копенгагенском университете и рисованию в частных классах. Она также начала работать в качестве редактора фильмов на Датской вещательной корпорации. В период между 1973–1976 годами проживала с семьёй в Тунисе, где продолжила обучение искусству в Tunisian School of Fine Arts в Бардо. В 1977 году она вернулась в Копенгаген. В 1978 году она возобновила работу в качестве редактора фильмов в Датской вещательной корпорации, пока не ушла в 2000 году. Она продолжила обучение искусству и провела несколько выставок в датских галереях, начиная с 1999 года.